# Gwangju Open 2024
Il Gwangju Open 2024 è stato un torneo maschile di tennis professionistico. È stata la 7ª edizione del torneo, facente parte della categoria Challenger 75 nell'ambito dell'ATP Challenger Tour 2024, con un montepremi di 82 000 $. Si è giocato dal 15 al 21 aprile 2024 sui campi in cemento del Jinwol International Tennis Court di Gwangju, in Corea del Sud.

## Partecipanti

### Teste di serie
| Nazionalità | Giocatore       | Ranking* | Testa di serie |
| ----------- | --------------- | -------- | -------------- |
| Australia   | James Duckworth | 107      | 1              |
| Finlandia   | Otto Virtanen   | 159      | 2              |
| Giappone    | Sho Shimabukuro | 173      | 3              |
| Italia      | Mattia Bellucci | 180      | 4              |
| Cina        | Bu Yunchaokete  | 181      | 5              |
| Sudafrica   | Lloyd Harris    | 183      | 6              |
| Australia   | Li Tu           | 188      | 7              |
| Hong Kong   | Coleman Wong    | 194      | 8              |

* Ranking all'8 aprile 2024.

### Altri partecipanti
I seguenti giocatori hanno ricevuto una wild card per il tabellone principale:
- Chung Yun-seong
- Lee Jea-moon
- Nam Ji-sung

Il seguente giocatore è entrato in tabellone come alternate:
- Wu Tung-lin

I seguenti giocatori sono passati dalle qualificazioni:
- Lee Duck-hee
- Luke Saville
- Moez Echargui
- Paul Jubb
- Sun Fajing
- James McCabe

Il seguente giocatore è entrato in tabellone come lucky loser:
- Jahor Herasimaŭ

## Punti e montepremi
| Torneo    | Torneo              | V     | F     | SF    | QF    | 2T    | 1T  | Q | Q2  | Q1  |
| Singolare | Punti               | 75    | 44    | 22    | 12    | 6     | 0   | 4 | 2   | 0   |
| Singolare | Premi in denaro ($) | 9 880 | 5 820 | 3 450 | 2 000 | 1 165 | 720 | – | 360 | 185 |
| Doppio    | Punti               | 75    | 44    | 22    | 12    | –     | 0   | – | –   | –   |
| Doppio    | Premi in denaro ($) | 4 250 | 2 450 | 1 480 | 880   | –     | 500 | – | –   | –   |

## Campioni

### Singolare
Lloyd Harris ha sconfitto in finale  Bu Yunchaokete con il punteggio di 6–2, 3–6, 6–4.

### Doppio
Lee Jea-moon /  Song Min-kyu hanno sconfitto in finale  Cui Jie /  Lee Duck-hee con il punteggio di 1–6, 6–1, [10–3].